# 前570年
| 千纪： | 前1千纪 |
| 世纪： | 前7世纪 \| 前6世纪 \| 前5世纪 |
| 年代： | 前600年代 \| 前590年代 \| 前580年代 \| 前570年代 \| 前560年代 \| 前550年代 \| 前540年代 |
| 年份： | 前575年 \| 前574年 \| 前573年 \| 前572年 \| 前571年 \| 前570年 \| 前569年 \| 前568年 \| 前567年 \| 前566年 \| 前565年                                                                      |
| 纪年： | 周灵王二年 魯襄公三年 齐灵公十二年 晋悼公三年 秦景公七年 宋平公六年 楚共王二十一年 卫献公七年 陈成公二十九年 蔡景侯二十二年 曹成公八年 郑僖公元年 燕武公四年 吴王寿梦十六年 杞桓公六十七年 |

## 大事記
- 吳國與楚國爆發鳩茲之戰，吳軍取去良邑駕地。

## 出生
- 色诺芬尼，古希腊哲学家
- 毕达哥拉斯，古希腊哲学家、数学家

## 逝世
- 莎孚，古希腊诗人
- 以西結，希伯来祭司